# Кондер, Клод Ренье
Клод Ренье Ко́ндер (род. 29 декабря 1848 года, Челтенхем; ум. 16 февраля 1910 года, там же) — британский военный инженер (лейтенант, капитан, полковник Корпуса королевских инженеров), исследователь и картограф Палестины (палестиновед) в рамках Общества исследования Палестины «Palestine Exploration Fund» (PEF, основано в 1865); антиквар и публицист.

## Биография
Праправнук Луи-Франсуа Рубилиака (Louis-François Roubiliac; 1702—1762) и внук редактора и писателя Джосайи Кондера (Josiah Conder; 1789—1855).
Выпускник Университетского колледжа Лондона и затем Королевской военной академии офицеров артиллерии и сапёрных войск в Вулидже (1870).
Участвовал в исследовательских работах в Палестине в 1872—1874 годах. Вместе с лейтенантом Китченером, позднее ставшим лордом Китченером, которого он знал по академии, был прикомандирован к Фонду исследования Палестины в 1875 и 1878 годах, и снова в 1881—1882 годах, уже в чине капитана. Осматривая район Цфата в июле 1875 года, Кондер и его группа подверглись нападению со стороны местных жителей, во время ссоры Кондер получил серьёзную травму головы, из-за которой он некоторое время был прикован к постели и не смог вернуться в Палестину. Работа по обследованию Палестины возобновилась только в конце февраля 1877 года без Кондера.
Когда в 1881 начатая под руководством Кондера съёмка областей к востоку от Иордана приостановилась вследствие отказа Порты от выдачи необходимого на это фирмана, Фонд исследования предпринял геологическое изучение западно-иорданской стороны.
Принимал участие в военной экспедиции, отправившейся в Египет в 1882 году под командованием сэра Гарнета Вулзли для подавления восстания Ораби-паши, за что был награждён.
На пенсию вышел в чине полковника (1904).

## Публикации
- 1878: Tent Work in Palestine (скан)
- 1879: Judas Maccabæus, and the Jewish War of Independence (скан изд. 1908 года)
- 1880: A handbook to the Bible: being a guide to the study of the Holy Scriptures; derived from ancient monuments and modern exploration (совм. с Francis Roubiliac Conder)
- 1880: Memoires: The Survey of Western and Eastern Palestine
- 1881: The survey of Western Palestine : Arabic and English name lists collected during the survey (см.)
- 1883: Heth and Moab, Explorations in Syria in 1881 and 1882 (скан изд. 1885)
- 1884: The survey of Western Palestine — Jerusalem (см.)
- 1886: Syrian Stone-lore, Or, The Monumental History of Palestine (скан изд. 1889)
- 1887: Altaic Hieroglyphs and Hittite Inscriptions (скан изд. 1889)
- 1889: Palestine (скан 2-го изд., 1891)
- 1889: The Survey of Eastern Palestine, Memoirs of the Topography, Orography, Hydrography, Archaeology, Etc. (т.1; т.2; т.3)
- 1893: The Tell Amarna Tablets (см.)
- 1896: The Bible and the East (скан)
- 1897: The Latin Kingdom of Jerusalem (скан)
- 1898: The Hittites and their Language (см.)
- 1900: The Hebrew Tragedy (скан)
- 1902: The First Bible
- 1908: The Rise of Man (скан)
- 1909: The City of Jerusalem (см.)